# Кућа Панте Грујића у Церемошњи
Кућа Панте Грујића у Церемошњи, месту у општини Кучево, се налази у центру села, по подацима који су исписани на фасадама куће, у делу изнад улазних врата и прозора, изграђена је 1900. године, а мајстор је био Милан Пироћанац. Представља непокретно културно добро као споменик културе.
Кућа је приземна, димензија основе 11,20 х 5,35 метара. Зидана је на темељима од ломљеног камена у бондручној конструкцији, испуњеној чатмом. Унутрашње и спољашње површине зидова су омалтерисане блатним малтером и кречене. На фасадама нема орнаменталне пластике. Кров је четвороводан, покривен ћерамидом.
Унутрашњост куће подељена је на три просторије. Централно место заузима „кућа“, а лево и десно од ње је по једна соба. Подови у све три просторије су од набијене земљe. Таваницу чине храстове греде – тавањаче, а испуна је различита. Између тавањача у „кући“ је шашовац, док су у собама коленике омалтерисане блатним малтером.
У архитектонском погледу овај споменик културе је задржао све одлике традиционалног народног градитељства са почетка 20. векa. Типичан је представник троделне кућe без трема, чије су просторије донедавно биле опремљене предметима материјалне културе.
У кући се већ дуже време не живи, па су приметна оштећења столарије и малтерске обраде фасадних зидова. 